# Myrmephytum
Myrmephytum là một chi thực vật có hoa trong họ Thiến thảo (Rubiaceae).

## Loài
Chi Myrmephytum gồm các loài: